# Kümmel

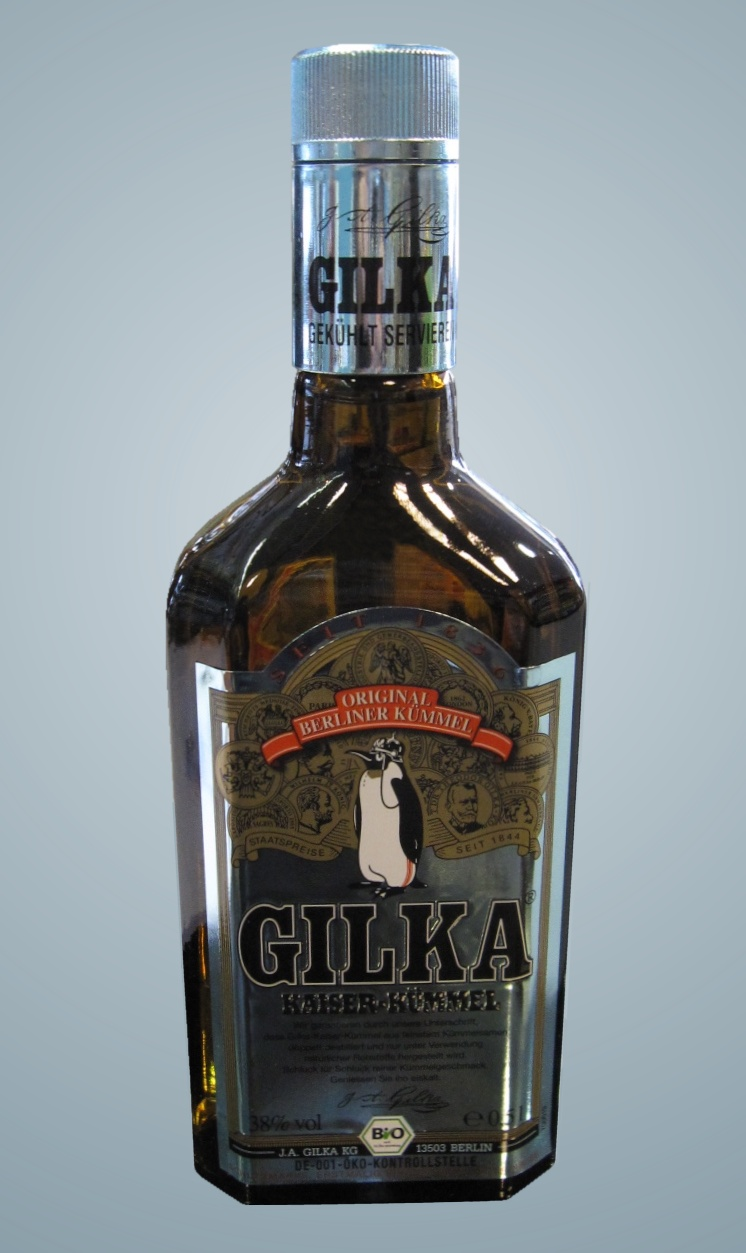
"Kaiser-Kümmel" por J. A. Gilka

Kümmel (ortografía alternativa kuemmel) es un licor dulce y transparente condimentado con comino, hinojo y semillas de alcaravea (Kümmel).
Para los holandeses, el kümmel se inventó en Holanda, donde se destiló primero, a finales del siglo XVI por Erven Lucas Bols. Posteriormente sería conocido en Letonia, actualmente primer productor y consumidor de kümmel.
El destiladísimo Gilka Kümmel (berlinés) tiene un gusto más suave que los ķimmelis letones, haciéndolo el estándar de calidad decimonónico.
- Datos: Q1142021
- Multimedia: Kümmel / Q1142021